# Jeroným Brixi
Jeroným Brixi, křtěn jako Václav Norbert Brixi (20. září 1738 Manětín – 15. dubna 1803 Planá) byl český varhaník a hudební skladatel.

## Život
Pocházel z hudebního rodu Brixi, byl synem Jana Josefa Brixi. Jeho původní křestní jméno bylo Václav Norbert. Vstoupil do cisterciáckého řádu, stal se mnichem a přijal řádové jméno Jeroným.
Byl žákem svatovítského varhaníka Johanna Wolfa. Nejprve byl varhaníkem kláštera v Plasích, později ředitelem kůru tamního konventního kostela Nanebevzetí Panny Marie. Od roku 1781 až do své smrti působil jako farář v Plané.

## Dílo
Jako mnich, varhaník a farář komponoval především chrámovou hudbu. Do dnešních dnů se dochovalo pouze málo skladeb:
- Offertorium de Beata Maria Virgine pro sólový kvartet, sbor a orchestr
- Dvě moteta
- Sonáta pro housle a klavír